# Herb Thomas
Herbert "Herb" Thomas, född den 6 april 1923 i Olivia, North Carolina, USA, död den 9 augusti 2000 i Sanford, North Carolina, USA, var en amerikansk racerförare och Nascar-teamägare.

## Racingkarriär
Thomas var en av Nascar:s pionjärer, och han vann Nascar Grand National Series 1951 och 1953. Den första racesegern kom på Martinsville Speedway 1950. Han hade sin storhetsperiod mellan 1951 och 1954, då han 1952 och den senare säsongen slutade på andraplats totalt i mästerskapet. Han skadade sig illa i en krasch i Shelby 1956, och tävlade därefter bara sporadiskt efter att han blivit frisk. Han drev även stallet Herb Thomas Racing. Thomas avled 2000 av hjärtattack. Han valdes in i International Motorsports Hall of Fame 1994.